# Jerzy Karpiński
Jerzy Karpiński (ur. 14 września 1945 w Barcikowie, zm. 4 sierpnia 2024) – polski reżyser filmowy i montażysta.

## Wykształcenie
Jerzy Karpiński studiował na Politechnice Warszawskiej, gdzie w 1972 uzyskał stopień magistra inżyniera, następnie w 1983 ukończył Podyplomowe Studium Wiedzy o Teatrze, Filmie i Telewizji Uniwersytetu Łódzkiego. Kategoria zawodowa reżysera filmów dokumentalnych i oświatowych została mu przyznana przez Główną Komisję Kwalifikacyjną Ministerstwa Kultury i Sztuki w 1985.

## Działalność filmowa
Studia politechniczne odpracował w Fabryce Samochodów Osobowych jako inżynier (1972–1975). W latach 1965–1979 działacz i twórca Centralnego Klubu Studentów Politechniki Warszawskiej, a w latach 1975-1979 prezes Klubu.
Założył Studenckie Centrum Filmowe, produkujące etiudy filmowe w technologii profesjonalnej, gdzie swoje pierwsze filmy zrealizowali Robert Gliński, Krzysztof Lang, Marek Drążewski, Grzegorz Siedlecki i inni.
Jerzy Karpiński w SCF zrealizował m.in.: „Wojna z Eskimosami” (Grand Prix Studenckiego Festiwalu Filmowego w 1972), „Misja Salonu Niezależnych”, „Sceny mimiczne Marka Gołębiowskiego” i dwa pełnometrażowe dokumenty „Korowód” i „Fama”. „Finał”, trzeci film, w założeniu pełnometrażowy został przez cenzurę skrócony do 30 minut.
W roku 1979 Jerzy Karpiński założył Pracownię Filmową Politechniki Warszawskiej której zrealizował kilka filmów naukowych (m.in. „Socor”) oraz pełnometrażowy dokument „Czyny i rozmowy”. Na początku stanu wojennego pracownia została rozwiązana a pracownicy zwolnieni. W stanie wojennym Jerzy Karpiński wraz Ksawerym Jasieńskim zrealizował film pełnometrażowy „Zmartwychwstanki” dla Kurii Prowincjonalnej Zakonu i kilka filmów krótkometrażowych m.in. „Sanktuarium św. Andrzeja Boboli”, „Lekcja Historii według Grażyny Lipińskiej”.
We wrześniu 1982 Jerzy Grzegorzewski i Waldemar Dąbrowski zaprosili Jerzego Karpińskiego do zorganizowania Pracowni Filmowej w tworzonym Centrum Sztuki Studio, w którym istniał już Teatr i Galeria „Studio” utworzone przez Józefa Szajnę, orkiestra Sinfonia Varsovia pod dyrekcją Jerzego Maksymiuka i Impresariat prowadzony przez Władysława Serwatowskiego. W Studio Centrum Sztuki Jerzy Karpiński zrealizował pełnometrażowe dokumenty „Teatr Szajny” i „Przecena dla wszystkich” według spektaklu Teatru 8 Dnia. Powstało też kilkanaście filmów krótkometrażowych o sztuce m.in. „Jerzy Maksymiuk nad partyturą”, „Franciszek Starowieyski w Studio” (narodziny Teatru Rysowania), „Wernisaż Sabine Vess”, „Bon Voyage”, „Sezon w Galerii Studio”, „Topor w Studio”, „Cathedral”.
W Pracowni Filmowej Centrum Sztuki Jerzy Karpiński rozpoczął systematyczne rejestrowanie spektakli Jerzego Grzegorzewskiego, Józefa Szajny, Jerzego Kaliny, Krzysztofa Warlikowskiego, Zbigniewa Brzozy i innych oraz dokumentowanie materiałów o malarzach i performerach dla Galerii Studio, Zachęty i Centrum Sztuki Współczesnej. Współrealizował wiele performance m.in. „Kajzar – fragmenty” (Teatr Studio, 1986), „Józef Szajna – plastyka, teatr” (Zachęta, 1987), „Lista nieobecnych” (instalacja video w Galerii Studio) oraz projekcje w spektaklach m.in. „Miłość na Madagaskarze” Zbigniewa Brzozy, „Zachodnie Wybrzeże” Krzysztofa Warlikowskiego, „Mewa” Krystyny Jandy oraz projekcje towarzyszące wystawom prac w Galerii Studio, Zachęcie i Centrum Sztuki Współczesnej.
W 1997 roku Jerzy Karpiński filmem „Polska, Polen, Poland…” (projekcja non-stop w Pawilonie Polskim) wraz z Janem Sawką (scenografia pawilonu) przez pół roku reprezentowali Polskę na Światowej Wystawie EXPO 1998 w Lizbonie. Od 1999 roku Jerzy Karpiński realizował zapisy spektakli operowych Teatru Wielkiego. W tym czasie montował wiele filmów dokumentalnych dla telewizji szwajcarskiej (m.in. „La Piovra Rosa su Varsovia di Jean Rezzonico”), Kanału Arte (m.in.”Main, Dein, Unser Gdańsk, Danzig…” Barbary Sierosławski), telewizji polskiej (serial „Rząd polski 1939-45” Marka Drążewskiego, „Tamtego,1989 roku” Joli Kessler, „Od grudnia do grudnia” Ryszarda Bugajskiego i inne). Realizował też filmy autorskie (scenariusz, reżyseria, zdjęcia) m.in. „Sceny finalne” (TVP1 tytuł roboczy „Na początku była Fama”), „Dla osiem i pół”, „Godzina, w której nie wiedzieliśmy nic o sobie” i inne.
Jerzy Karpiński jest autorem książki „Wokół Stodoły 1956–1981” dwa wydania 1981 i 1984, „Odpływ i inne opowiadania z lat siedemdziesiątych” (1984 wydanie poza obiegiem oficjalnym) oraz przygotował wydawnictwo „Konstruktywizm w teatrze według Tadeusza Kantora” (1991, Centrum Sztuki Współczesnej).
Za filmy otrzymał nagrody i wyróżnienia, m.in.: brązowy (1972) i srebrny (1973) medal na FilmFestival der Nationen Velden (Austria), Grand Prix Studenckiego Festiwalu Filmowego 1972, nagroda za najlepsze zdjęcia (1971) i brązowy medal (1972) na Festiwalu Brneńska Szesnastka, Prix du Film d’Essai na Biennale Internazionale de la Cote d’Azur w Menton (Szwajcaria), I Nagroda na Studenckim Festiwalu Filmowym w Sofii 1976 i inne.
Otrzymał też Nagrodę Ministra Kultury i Sztuki 1974, Brązowy (1978) i Złoty Krzyż Zasługi (2000), Złotą Odznakę ZSP i Odznakę Zasłużony Działacz Kultury (1977). W 2008 roku Urząd Miasta zlikwidował Centrum Sztuki Studio a wraz z nim Pracownię Filmową. Jerzy Karpiński przeniósł Pracownię Filmową i archiwum do Instytutu Teatralnego, z którym współpracował już wcześniej. 
W Instytucie wraz ze współpracownikami kontynuuje realizacje zapisów spektakli m.in. na Warszawskich Spotkaniach Teatralnych, których organizatorem jest Instytut, zapisy oper Teatru Wielkiego oraz opracowuje materiały archiwalne. Film i spektakle są udostępniane w czytelni Instytutu Teatralnego. Jerzy Karpiński od 2004 roku, drugą kadencję pełnił funkcję wiceprzewodniczącego Sekcji Filmu Dokumentalnego Stowarzyszenia Filmowców Polskich.
Został pochowany na Cmentarzu Komunalnym Północnym w Warszawie(kolumbarium, kwatera B-IV-1-12-4)

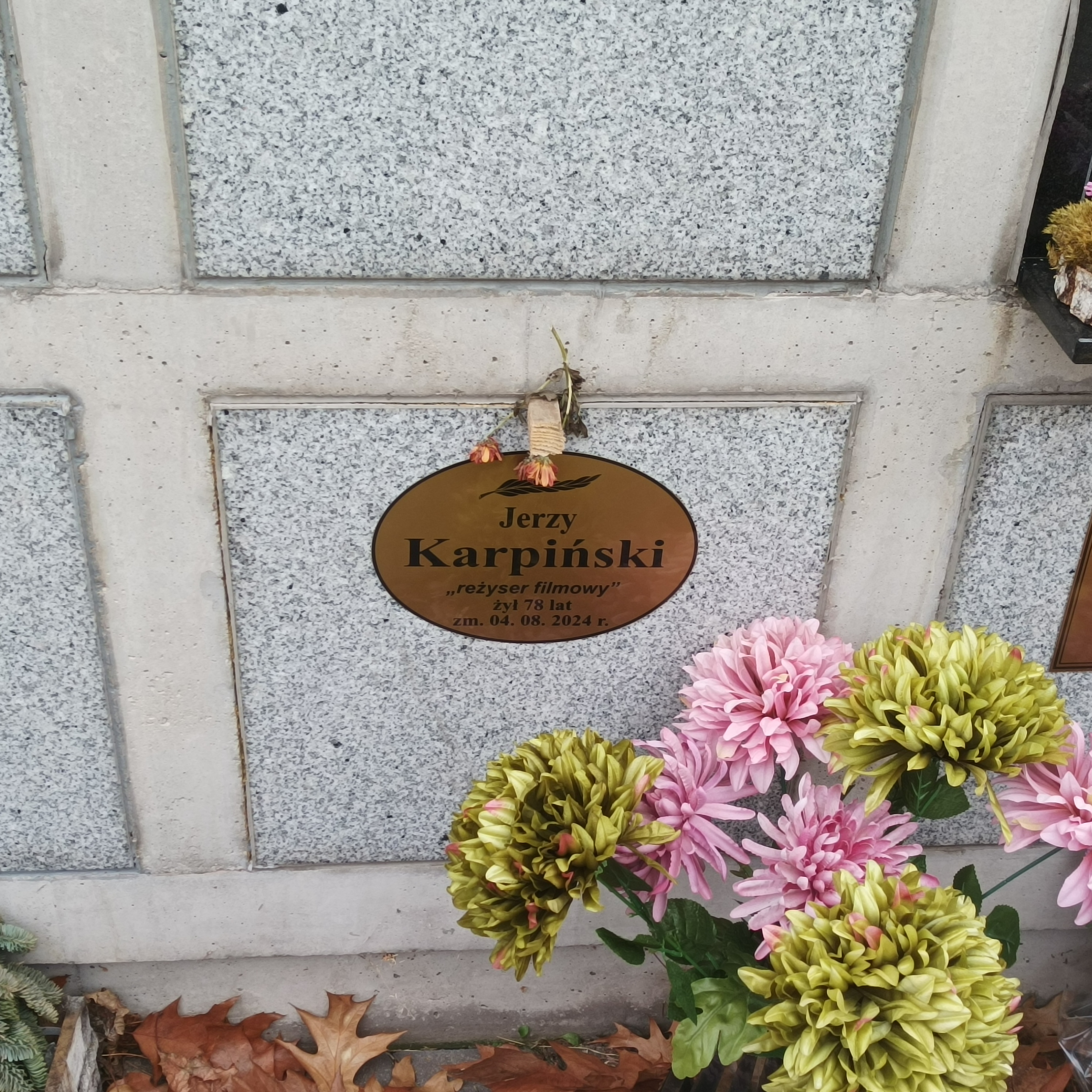
Grób Jerzego Karpińskiego na Cmentarzu Komunalnym Północnym w Warszawie

.